# Micrasema aigisthos
Micrasema aigisthos is een schietmot uit de familie Brachycentridae. De soort komt voor in het Oriëntaals gebied.